# Norwegischer Fußballpokal der Männer 1921
Der norwegische Fußballpokal 1921 (kurz auch NM-Cup 1921 genannt) war die 20. Austragung des Fußballpokalwettbewerbs der Männer. Pokalsieger wurde Vorjahresfinalist Frigg Oslo FK. Das Team setzte sich im Finale gegen den Odds BK durch.

## Qualifikation
| Datum      |                          | Ergebnis  |                       |
| ---------- | ------------------------ | --------- | --------------------- |
| ??.08.1921 | FK Donn                  | 2:0       | IK Grane Arendal      |
|            | Fagforeningenes IL Hamar | 7:3       | Kirkenær FK           |
|            | SK Falk Horten           | 17:00     | Hasle FK              |
|            | Hafslund IF              | 8:2       | Nordstrand IF         |
|            | Lillestrøm SK            | 1:3       | Kristiaina-Kameratene |
|            | Mjøndalen IF             | 3:2       | SK 1910 Oslo          |
|            | IF Pors                  | 3:0       | Halsen IF             |
|            | SK Rapp                  | 4:1       | Neset FK              |
|            | SK Rollon                | 2:1       | Molde FK              |
|            | Storms BK                | 3:1 n. V. | Start Kristiansand    |
|            | IL Sverre                | 2:2 n. V. | SK Tryggkameratene    |

### Wiederholungsspiel
| Datum      |                    | Ergebnis |           |
| ---------- | ------------------ | -------- | --------- |
| ??.08.1921 | SK Tryggkameratene | 0:2      | IL Sverre |

## 1. Runde
Acht Vereine erhielten ein Freilos: SK Brage, Brann Bergen, FK Ørn, Frigg Oslo FK, SFK Lyn Oslo, Sarpsborg FK, Skotfoss TIF und Storms BK.
| Datum      |                       | Ergebnis  |                          |
| ---------- | --------------------- | --------- | ------------------------ |
| 14.08.1921 | Aalesunds FK          | 3:0       | SK Rollon                |
|            | IL Brodd              | 2:3       | SK Djerv                 |
|            | FK Donn               | 0:4       | Urædd FK                 |
|            | SBK Drafn             | 5:2       | Hafslund IF              |
|            | Fram Larvik           | 4:1       | Fagforeningenes IL Hamar |
|            | Fredrikstad FK        | 4:1       | Drammens BK              |
|            | FK Frem Bergen        | 2:4       | FK Vidar                 |
|            | Kristiania-Kameratene | 1:4       | Torp IF                  |
|            | Kristiansund FK       | 1:2       | SK Freidig               |
|            | Larvik Turn           | 5:1       | Kristiana BK             |
|            | FK Lyn                | 6:1       | Eidsvold IF              |
|            | SFK Mercantile Oslo   | 6:1       | Agnes IL                 |
|            | Mjøndalen IF          | 3:2       | Tønsbergs TF             |
|            | Odds BK               | 6:2       | FK Kjapp Rjukan          |
|            | SK Rapp               | 6:0       | Elverum FK               |
|            | IF Ready              | 2:1       | SK Falk Horten           |
|            | Sandefjord BK         | 0:5       | Kvik Halden FK           |
|            | SBK Skiold            | 4:1       | FK Fremad Lillehammer    |
|            | Stabæk IF             | 7:2       | FK Norrøna               |
|            | Stavanger IF          | 1:0       | SK Ulf                   |
|            | IL Sverre             | 6:0       | Røros IL                 |
|            | Tønset IF             | 2:3       | Fagforeningenes IL Hamar |
|            | SFK Trygg Oslo        | 2:2 n. V. | Moss FK                  |
|            | IF Pors               | w. o.     | SK Snøgg                 |

### Wiederholungsspiel
| Datum      |         | Ergebnis  |                |
| ---------- | ------- | --------- | -------------- |
| 21.08.1921 | Moss FK | 2:1 n. V. | SFK Trygg Oslo |

## 2. Runde
| Datum      |                          | Ergebnis  |                     |
| ---------- | ------------------------ | --------- | ------------------- |
| 28.08.1921 | Aalesunds FK             | 5:2 n. V. | SK Rapp             |
|            | SK Brage                 | 2:4       | FK Lyn              |
|            | Brann Bergen             | 9:1       | SK Djerv            |
|            | Fram Larvik              | 1:3 n. V. | Kvik Halden FK      |
|            | Frigg Oslo FK            | 5:4 n. V. | Larvik Turn         |
|            | Moss FK                  | 3:0       | IF Pors             |
|            | Sarpsborg FK             | 10:00     | Torp IF             |
|            | SBK Skiold               | 3:2 n. V. | IF Ready            |
|            | Stabæk IF                | 0:1       | Fredrikstad FK      |
|            | Stavanger IF             | 2:1       | FK Vidar            |
|            | Storms BK                | 1:2       | SFK Lyn Oslo        |
|            | IL Sverre                | 3:1       | SK Freidig          |
|            | Urædd FK                 | 0:3       | SBK Drafn           |
|            | FK Ørn                   | 5:1       | Skotfoss TIF        |
|            | Fagforeningenes IL Hamar | 2:2 n. V. | SFK Mercantile Oslo |
|            | Mjøndalen IF             | 1:1 n. V. | Odds BK             |

### Wiederholungsspiele
| Datum      |                     | Ergebnis |                          |
| ---------- | ------------------- | -------- | ------------------------ |
| 04.09.1921 | SFK Mercantile Oslo | 2:1      | Fagforeningenes IL Hamar |
|            | Odds BK             | 5:1      | Mjøndalen IF             |

## 3. Runde
| Datum      |                     | Ergebnis |                |
| ---------- | ------------------- | -------- | -------------- |
| 11.09.1921 | SBK Drafn           | 6:0      | IL Sverre      |
|            | Fredrikstad FK      | 1:4      | Brann Bergen   |
|            | SFK Lyn Oslo        | 0:1      | FK Ørn         |
|            | FK Lyn              | 5:2      | Aalesunds FK   |
|            | SFK Mercantile Oslo | 0:3      | Sarpsborg FK   |
|            | Moss FK             | 2:1      | Kvik Halden FK |
|            | Odds BK             | 3:0      | SBK Skiold     |
|            | Stavanger IF        | 0:3      | Frigg Oslo FK  |

## Viertelfinale
| Datum      |               | Ergebnis |           |
| ---------- | ------------- | -------- | --------- |
| 25.09.1921 | Brann Bergen  | 3:1      | FK Ørn    |
|            | Frigg Oslo FK | 3:1      | FK Lyn    |
|            | Moss FK       | 0:1      | Odds BK   |
|            | Sarpsborg FK  | 3:1      | SBK Drafn |

## Halbfinale
| Datum      |              | Ergebnis  |               |
| ---------- | ------------ | --------- | ------------- |
| 09.10.1921 | Sarpsborg FK | 2:2 n. V. | Frigg Oslo FK |
|            | Odds BK      | 1:0       | Brann Bergen  |

### Wiederholungsspiel
| Datum      |               | Ergebnis |              |
| ---------- | ------------- | -------- | ------------ |
| 16.10.1921 | Frigg Oslo FK | 2:1      | Sarpsborg FK |

## Finale
| Frigg Oslo FK                                 | Frigg Oslo FK | Odds BK | Odds BK |
| --------------------------------------------- | --- | --- | ------- |
| Frigg Oslo FK                                 | \| Finale \| \| 23. Oktober 1921 in Kristiana (Vestre Holmen) \| \| Ergebnis: 2:0 (1:0) \| \| Zuschauer: 20.000 \| \| Schiedsrichter: Alf Lagesen \| \| Spielbericht \|          | \| Finale \| \| 23. Oktober 1921 in Kristiana (Vestre Holmen) \| \| Ergebnis: 2:0 (1:0) \| \| Zuschauer: 20.000 \| \| Schiedsrichter: Alf Lagesen \| \| Spielbericht \| | Odds BK |
| Frigg Oslo FK                                 | Gustav Magnussen – Birger Eriksen, Yngvar Tørnros – Georg Deans, Ellef Mohn, Fritz Semb-Thorstvedt – Einar Hansen, Hans Dahl, Gelland Nilsen, Rolf Semb-Thorstvedt, Trygve Smith | Ingolf „Skruen“ Pedersen – Peder Henriksen, Thaulow Goberg – ?, ? – Nils Thorstensen, Haakon Haakonsen, Bertel Ulrichsen, Einar „Jeja“ Gundersen, ?                     | Odds BK |
| Frigg Oslo FK                                 | 1:0 Rolf Semb-Thorstvedt (14.) 2:0 Hans Dahl (88.) | | Odds BK |
| Finale                                        | | |         |
| 23. Oktober 1921 in Kristiana (Vestre Holmen) | | |         |
| Ergebnis: 2:0 (1:0)                           | | |         |
| Zuschauer: 20.000                             | | |         |
| Schiedsrichter: Alf Lagesen                   | | |         |
| Spielbericht                                  | | |         |